# Paul Emile Réveillère

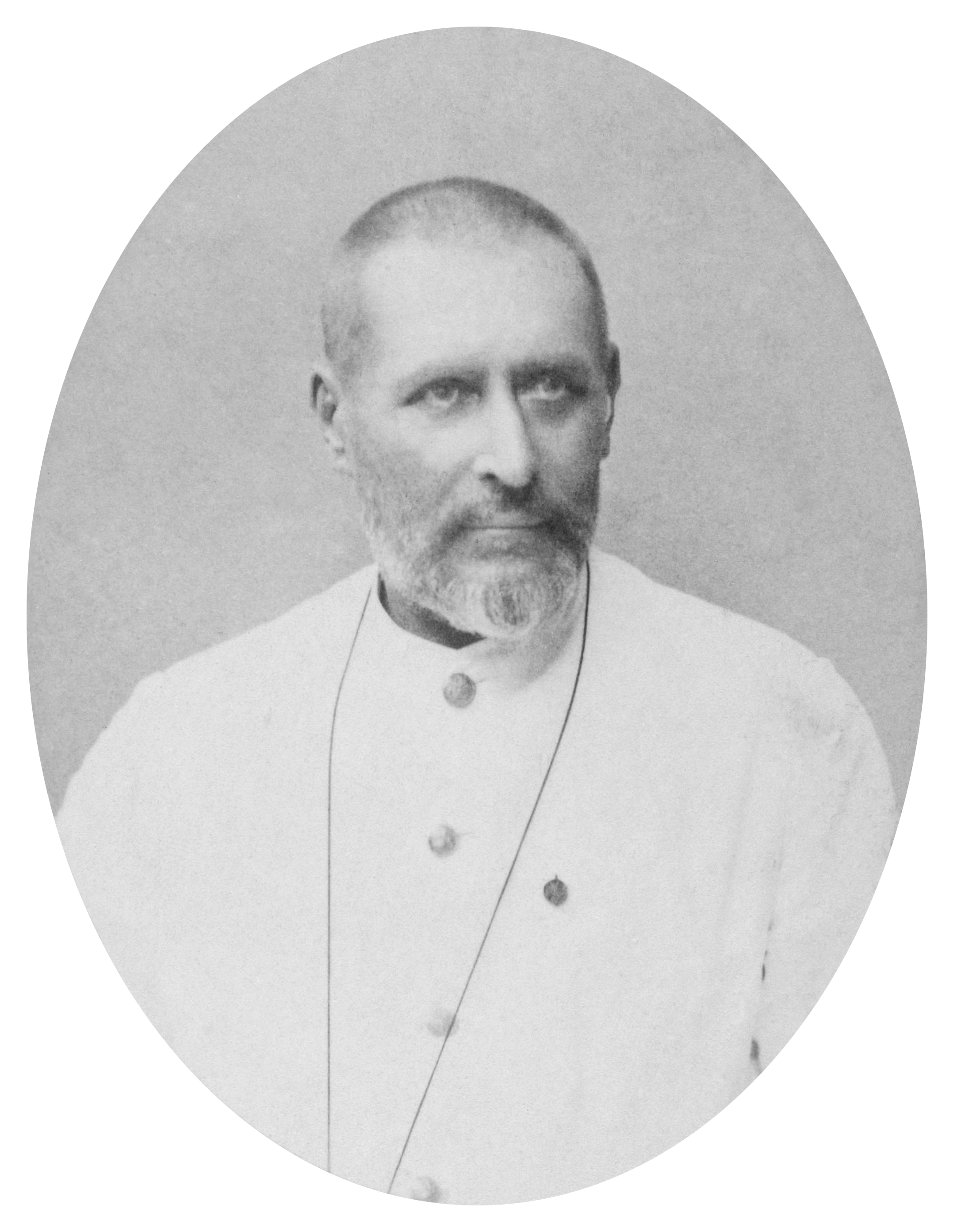
Paul Emile Réveillère

Paul Emile Réveillère (* 27. Mai 1829 in Saint-Martin-de-Ré; † 26. Januar 1908 in Brest) war ein französischer Admiral und späterer Pazifist.

## Leben
Réveillère leistete seinen Admiralsdienst überwiegend auf den Weltmeeren im Bereich der französischen Kolonialgebiete. Im Jahr 1891 ging er in Pension und betätigte sich fortan als Publizist, wobei er sich unter anderem auch als Pazifist einen Namen machte. Réveillère wandte sich etwa gegen französische Revanchismus-Tendenzen gegenüber Deutschland. Er trat beispielsweise auch in Brief-Korrespondenz mit Bertha von Suttner, der er unter anderem weit blickend folgendes schrieb:

„Der Zufall der Geburt hat aus mir vorerst einen französischen Patrioten gemacht. … Dann wurde ich zum europäischen Patrioten und schliesslich zum Patrioten der Menschheit. In unserer Zeit ist die nationale Liebe eine stumpfsinnige, wenn sie nicht durch die Liebe zur Menschheit erhellt wird.“